# Matthew Marsh
Matthew Marsh (ur. 24 września 1968 roku w Welwyn) – hongkoński kierowca wyścigowy pochodzący z Wielkiej Brytanii.

## Kariera
Marsh rozpoczął karierę w międzynarodowych wyścigach samochodowych w 2000 roku od startów w Belgian Procar. Z dorobkiem 25 punktów uplasował się tam na 35 pozycji w końcowej klasyfikacji kierowców. W późniejszych latach Hongkończyk pojawiał się także w stawce Bathurst 24 Hour Race, Azjatyckiego Pucharu Porsche Carrera, Asian Touring Car Championship, FIA GT Championship, Brytyjskiego Pucharu Porsche Carrera, Le Mans Endurance Series, Porsche Supercup, 24-godzinnego wyścigu Le Mans, World Touring Car Championship, 24h Nürburgring, Grand American Rolex Series, Le Mans Series, Malaysia Merdeka Endurance Race oraz American Le Mans Series.

## Wyniki w 24h Le Mans
| Rok  | Zespół                    | Partnerzy                           | Samochód          | Klasa | Okr. | Poz. | Klasa Pos. |
| ---- | ------------------------- | ----------------------------------- | ----------------- | ----- | ---- | ---- | ---------- |
| 2007 | G.P.C. Sport              | Carl Rosenblad Jésus Diez Villaroel | Ferrari F430 GT2  | GT2   | 252  | NU   | NU         |
| 2009 | Kruse Schiller Motorsport | Hideki Noda Jean de Pourtales       | Lola B07/46-Mazda | LMP2  | 261  | NU   | NU         |